# Сельскохозяйственный университет Тираны

Сельскохозяйственный университет Тираны (алб. Universiteti Bujqësor и Tiranës (UBT)) — государственное высшее учёбное заведение, расположенное в столице Албании г. Тирана, занимается подготовкой квалифицированных специалистов в области сельского хозяйства, ветеринарии, охраны окружающей среды и смежных дисциплин. Является старейшим университетом в Албании

## История
Основан 1 ноября 1951 года. Изначально функционировал как Государственный высший сельскохозяйственный институт (Instituti i Lartë Bujqësor). В 1991 году ему был присвоен статус университета, с тех пор носит нынешнее название.

## Структура университета
- Факультет сельского хозяйства и окружающей среды («Fakulteti i Bujqësisë dhe Mjedisit»)
- Факультет экономики и агробизнеса («Fakulteti i Ekonomisë dhe Agrobiznesit»)
- Факультет лесных наук («Fakulteti i Shkencave Pyjore»)
- Факультет ветеринарной медицины («Fakulteti i Mjekësisë Veterinare»)
- Факультет биотехнологии и питания («Fakulteti i Bioteknologjisë dhe Ushqimit»)
- Институт генетических ресурсов